# Cristocorixa
Cristocorixa is een geslacht van wantsen uit de familie van de Corixidae (Duikerwantsen). Het geslacht werd voor het eerst wetenschappelijk beschreven door Popov in 1986.

## Soorten
Het genus bevat de volgende soorten:

- Cristocorixa dalaziensis Zhang, 1997
- Cristocorixa diaprepocoroides Popov, 1986
- Cristocorixa gurvanica Popov, 1986
- Cristocorixa similis Popov, 1988